# Pan Adria NLO incident
Pan Adria NLO incident  jedan je od najznačajnijih viđenja NLO-a na području bivše Jugoslavije. Odigrao se u kolovozu 1977. godine tijekom leta komercijalnog zrakoplova nekadašnje zrakoplovne tvrtke Pan Adria na liniji Zagreb – Beograd – Titograd. Državne su vlasti zataškale slučaj i zaprijetile svjedocima da moraju šutjeti o tom događaju, zbog čega je javnost za slučaj doznala tek nakon raspada jugoslavenske federacije početkom 1990-ih.
Slučaj je postao medijski eksponiran 2012. godine, nakon što su piloti javno progovorili o tom događaju. Temu je obrađivao i Krešimir Mišak, voditelj HRT-ove emisije Na rubu znanosti.

## Incident na liniji Zagreb – Beograd
Prema pričama pilota i drugih svjedoka, 16. kolovoza 1977. godine tijekom komercijalnog leta zrakoplova Fokker-227 zagrebačke tvrtke Pan Adria, koji je letio iz Zagreba prema beogradskom Surčinu, odjednom se visoko na nebu pojavilo neobično crveno svjetlo. Nakon toga je uočen nepoznati objekt. Svjetlo je prvo zamijetila posada zrakoplova, a tek je potom objekt primjećen i na radarskim zaslonima. Zatim je JNA podigla uzbunu i poslala vojne zrakoplove MiG-21 da presretnu nepoznati leteći objekt.
Zrakoplov Pan Adrie je letio noću, na visini od 2400 metara uz dobru vidljivost. Nepoznato je svjetlo pratilo zrakoplov s lijeve strane na istoj visini.
S vremenom se razina svjetla pojačavala i počela poprimati intenzivnu crvenu boju. Piloti su bili u stalnoj komunikaciji s kontrolom leta i naposljetku su sletjeli u beogradsku zračnu luku te podnijeli izvještaj civilnim i vojnim vlastima. Situacija u Beogradu je bila napeta, jer je Tito u to vrijeme trebao ići na put, a pojavilo se nešto nepoznato unutar zračnog prostora Jugoslavije. Na koncu je zrakoplov nastavio svoj let prema Valjevu, a prema iskazu pilota Dobroslava Džebe nepoznati ih je objekt nastavio pratiti te je povremeno postizao izvanredno velike brzine. Pilotovu su priču potvrdili tehničar leta Stanko Naletilić i Zlatko Vereš, bivši načelnik Kontrole leta za cijelu Jugoslaviju.
Isti su objekt koji je pratio zrakoplov primjetili i putnici, a zabilježen je i na primarnom te sekundarnom radaru kontrole leta. Objekt se vidio i s kopna, o čemu je svjedočio Aldo Matić, bivši zapovjednik voda u radarskoj stanici Kačarevo kod Pančeva. On je izjavio kako je s tla vidio tri svjetla u zraku. Ustvrdio je da je brzina tih NLO-a bila mnogo veća od maksimalne brzine bilo kojeg tadašnjeg zrakoplova te da su znali letjeti brzinom od 10 maha. MiG-ovi koji su bili poslani u presretanje NLO-a doživjeli su kvar na elektronici i ometanja u trenutku kada su mu se približili. Objekti su odmicali MiG-ovima, koji su krenuli u potjeru za njima u pravcu Osijeka. Dosezali su brzinu od 10 maha, što MiG-ovi nisu mogli pratiti te su ih izgubili negdje iznad Osijeka, u trenutku kada su NLO-i promijenili smjer letenja iz horizontalnog u vertikalni. Visinski je radar pratio objekte do 80 kilometara visine, nakon čega su nestali u svemiru.

## Zaključak službene istrage JNA
Službena je izjava predstavnika JNA nakon incidenta objasnila sve vojnom vježbom. Svjedocima je naređeno da šute o događaju, a njihovim je obiteljima zaprijećeno. Vojska je potom sastavila istraživačku komisiju čija je dužnost bila ispitati neobičan događaj i naposljetku su zaključili kako se radilo o meteorološkom balonu.

## Zaključci nove istrage
Poslije raspada SFRJ počelo se s vremenom otvorenije raspravljati o fenomenu NLO-a te su s vremenom piloti i ostali svjedoci tog događaja počeli javno iznositi svoja svjedočanstva. Tim NLO incidentom pozabavio se i hrvatski ufolog Giuliano Marinković, koji je nagovorio svjedoke da javno istupe. Svjedoci su bili mahom stručnjaci, piloti zrakoplova, kontrolori leta i bivši vojnici JNA, koji ne mogu objasniti što se točno dogodilo te kolovoške noći 1977. godine. Nisu  mogu potvrditi da se doista radilo o izvanzemaljskom kontaktu, ali su potpuno sigurno da se dogodilo nešto što ne mogu objasniti na racionalan način.
Nova istraživanja odbaciju kao zaključak pojavu meteorološkog balona, budući da ne postoji primjer takvog balona koji bi mogao pratiti zrakoplov 500 – 600 kilometara. Također, radari su zabilježili kretanje tih objekata koji su mijenjali stranu s koje su pratili zrakoplov. Iznenadno su mijenjali smjer letenja i brzinama do 10 maha, što je nedostižno čak i današnjim zrakoplovima.
Mnoga pitanja vezana uz taj incident ostaju i dalje otvorena. Postoje svjedočanstva koja navode kako su neki od jugoslovenskih MiG-ova 21 bili oboreni od strane NLO-a i da je određeni broj pilota izgubio život u sukobu s nepoznatim objektima, ali to nikad nije potvrđeno. Prikupljena svjedočanstva ukazuju na to da je neovisno o ovom događaju slučaj Pan Adrie iz 1977. jedan od najznačajnijih svjetskih NLO incidenata.